# Carl Prantl
Carl Anton Eugen Prantl (* 10. September 1849 in München; † 24. Februar 1893 in Breslau), auch Karl Anton Eugen Prantl, war ein bayrischer, deutscher Botaniker und Forstwissenschaftler. Sein offizielles botanisches Autorenkürzel lautet „Prantl“.

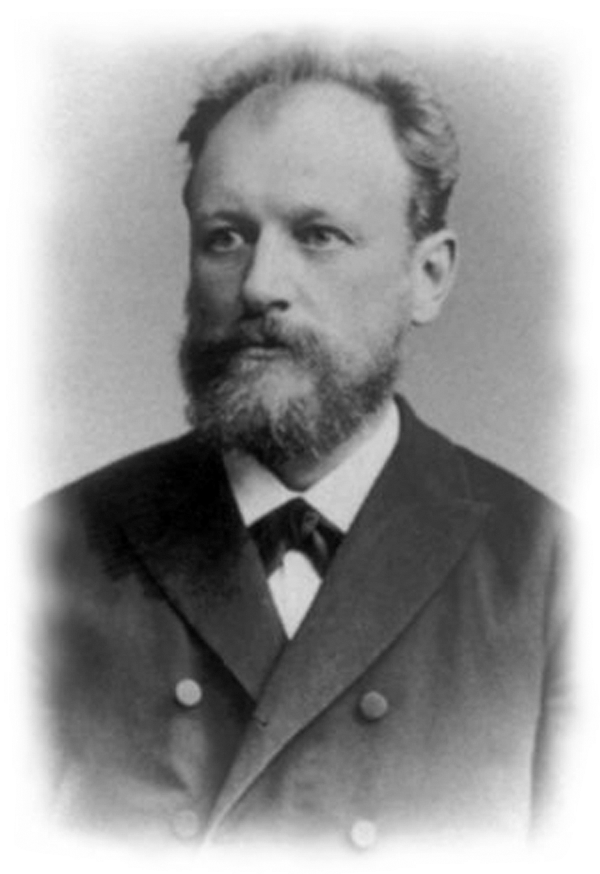
K. A. E. Prantl

## Leben und Wirken
Prantl studierte in München. 1870 wurde er mit der Dissertation Das Inulin. Ein Beitrag zur Pflanzenphysiologie promoviert. Danach arbeitete er bei Carl Wilhelm von Nägeli und Julius Sachs. 1873 wurde er an der Universität Würzburg habilitiert. 1880 wurde er zum Mitglied der Leopoldina gewählt.
1877 wurde er Professor an der Forstlehranstalt Aschaffenburg, 1889 an der Universität Breslau, wo er auch Direktor des botanischen Gartens wurde. Prantl arbeitete besonders über Kryptogamen. Eines seiner wichtigsten Werke war die vielbändige Ausgabe Die natürlichen Pflanzenfamilien, die er zusammen mit Adolf Engler herausgab.
Er war der Sohn des Philosophen Carl von Prantl.

## Ehrungen
Nach ihm benannt ist die Pflanzengattung Prantleia Mez aus der Familie der Bromeliengewächse (Bromeliaceae).

## Schriften
- Lehrbuch der Botanik (7. Aufl., Leipzig 1887)
- Untersuchungen zur Morphologie der Gefäßkryptogamen (Leipzig 1875 u. 1881, 2 Hefte)
- Exkursionsflora für das Königreich Bayern (Stuttgart 1884)
- Carl Prantl und Adolf Engler [Hrsg.]: Die natürlichen Pflanzenfamilien (Leipzig, seit 1887)